# Chapelle de la Ferme des Dames
La chapelle de la Ferme des Dames était la chapelle  d'une communauté de religieuses située à Chéry-Chartreuve, en France.

## Description

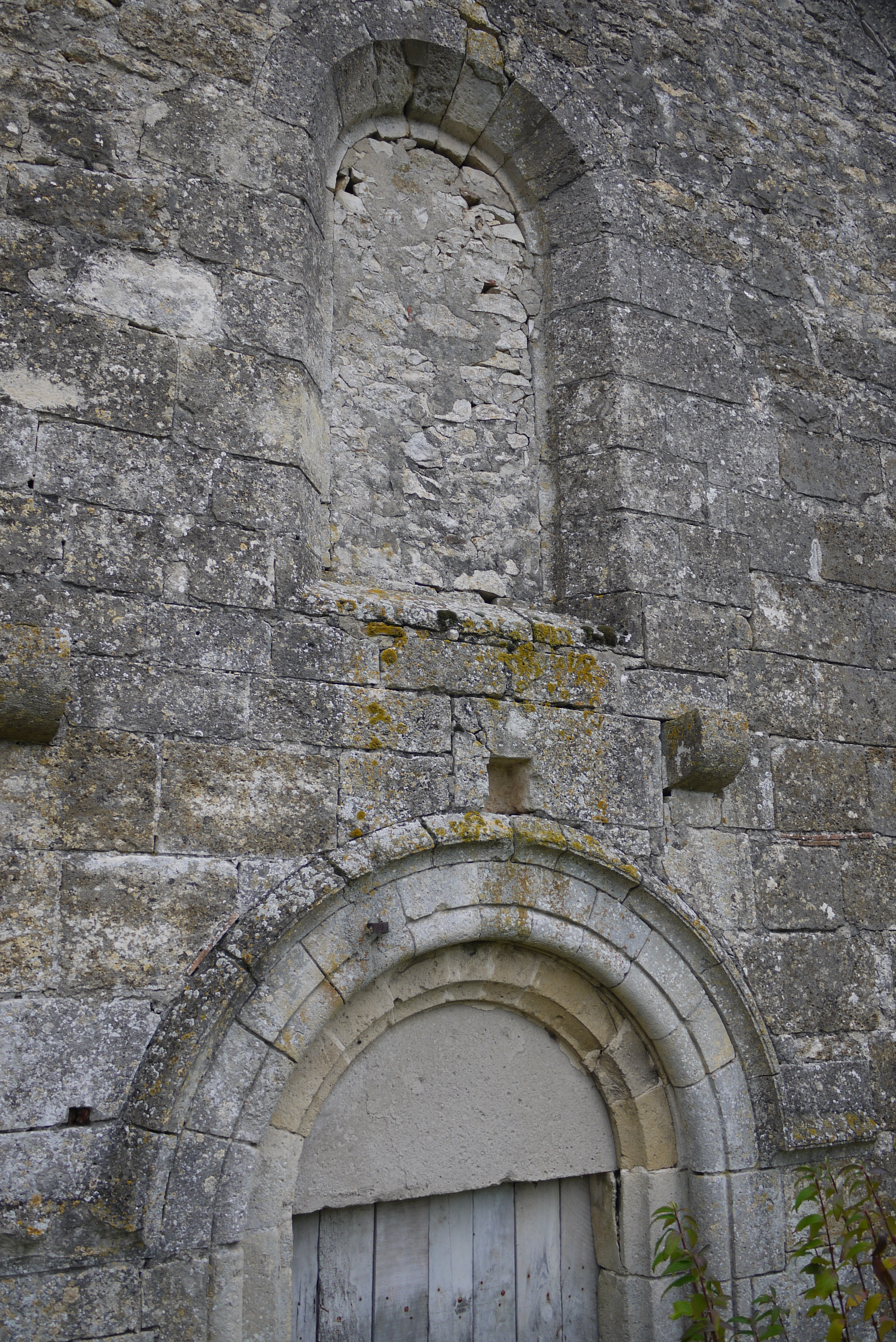
La chapelle de la ferme des dames à Chéry-Chartreuve.

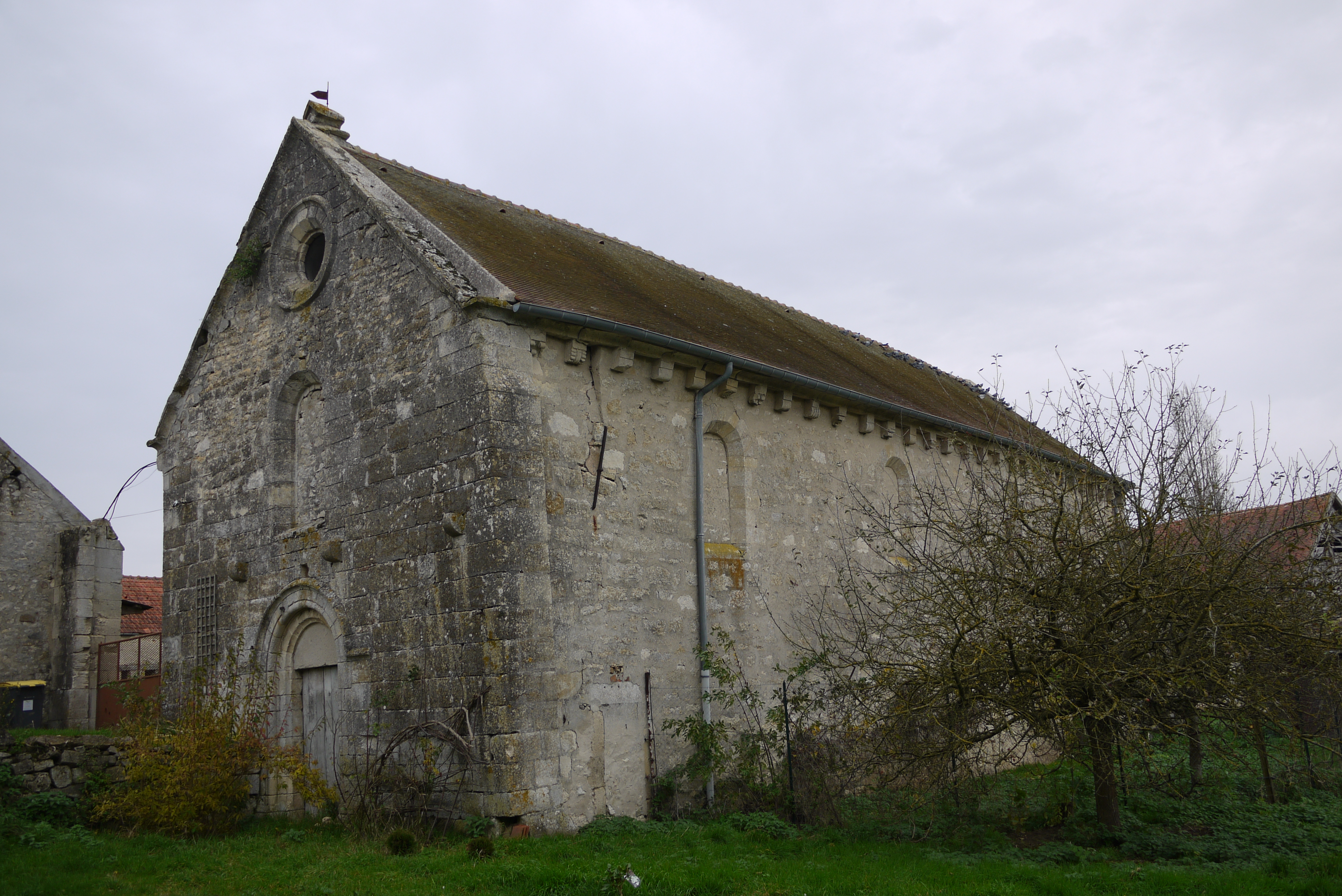
La chapelle de la ferme des dames à Chéry-Chartreuve.

## Localisation
La chapelle est située au lieu-dit les Dames, commune de Chéry-Chartreuve, dans le département de l'Aisne.

## Historique
La chapelle est à l'origine une abbaye de l'ordre des Prémontrés, placée sous le vocable de Sainte-Marie. Elle a été fondée par une communauté de moniales provenant de l'abbaye d'hommes de Saint-Nicolas de Chartreuve en 1197, après séparation des deux communautés. Au XIIIe siècle, la communauté de moniales semble éteinte, et le domaine est loué sous contrat de bail par les hommes de Saint-Nicolas. Les bâtiments et le domaine sont vendus comme bien national en 1795. Ces bâtiments connaîtront des remaniements au cours du XIXe siècle.
Le monument est inscrit au titre des monuments historiques en 1927.